# Краснополянская ГЭС
Краснополя́нская ГЭС — гидроэлектростанция на реке Мзымта в посёлке Красная Поляна, Адлерский район города Сочи, Краснодарский край. Краснополянская ГЭС входит в состав ООО «Лукойл-Экоэнерго».

## Конструкция станции
Краснополянская ГЭС представляет собой деривационную гидроэлектростанцию с подводящей деривацией (состоящей из безнапорной и напорной частей). Установленная мощность электростанции — 21,6 МВт, среднегодовая выработка электроэнергии — 166,3 млн кВт·ч.
Сооружения гидроэлектростанции включают в себя:
- земляную насыпную плотину длиной 96,7 м и высотой 11,3 м;
- гравитационную бетонную водосливную плотину длиной 28,6 м, совмещённую с водоприёмником. Плотина имеет два водосливных пролета шириной по 12 м и три водозаборных отверстия;
- трехкамерный отстойник с грязеспуском, соединенный с водоприемником и деривацией соединительными лотками;
- безнапорный деривационный туннель длиной 650 м;
- напорный бассейн с холостым водосбросом;
- напорный деривационный металлический однониточный трубопровод длиной 2750 м и диаметром 3,2 м;
- тоннель № 2 длиной 55 м;
- мост-акведук через р. Мзымта;
- соединительный трубопровод до БСР длиной 113 м, с мостом-акведуком;
- бассейн суточного регулирования (БСР) полным объёмом 0,346 млн м³, полезным объёмом 0,084 млн м³, площадью 0,05 км²;
- уравнительная башня диаметром 10 м и высотой 30 м, с соединительным трубопроводом;
- здание дроссельных затворов;
- двухниточный металлический турбинный водовод длиной 92 м;
- здание ГЭС;
- отводящий канал длиной 128 м;
- ОРУ 110 кВ.

Подпорные сооружения ГЭС образуют небольшое водохранилище площадью 0,3 км² и полным объёмом 0,03 млн м³.
В здании ГЭС установлены четыре вертикальных гидроагрегата, из которых по состоянию на 2018 год в эксплуатации находятся три гидроагрегата: один гидроагрегат мощностью 7 МВт и два гидроагрегата мощностью по 7,3 МВт. Гидроагрегаты оборудованы радиально-осевыми турбинами РО-115-В-123, работающих при расчётном напоре 110 м, производитель гидротурбин — Уральский завод гидромашин. Турбины приводят в действие гидрогенераторы ВГС 260/70-12 производства завода «Уралэлектроаппарат».

## Экономическое значение
Краснополянская ГЭС обеспечивает энергоснабжение города Сочи, работая в пиковой части графика. В случае аварий на горных ЛЭП, передающих электроэнергию в Сочи, ГЭС обеспечивает аварийное энергоснабжение объектов жизнеобеспечения Сочи. В частности, Краснополянская ГЭС оказалась единственным объектом генерации в сочинском энергоузле, сохранившем работоспособность в условиях аварийных отключений электроэнергии в конце января—начале февраля 2007 года.

## История строительства и эксплуатации
О первоначальном проекте на реке Сочи см. Труда (Сочи)#История.
Строительство Краснополянской ГЭС было начато в 1946 году, контролировалось лично И. В. Сталиным и велось ударными темпами. При строительстве ГЭС широко использовалось оборудование, вывезенное из Германии, а также труд немецких военнопленных. На стройке Краснополянской ГЭС работал Талха Юмабаевич Гиниятуллин, будущий значительный башкирский писатель. Первый пуск гидроагрегатов в июне 1949 года оказался неудачным, произошел разрыв правой нитки турбинного водовода с затоплением здания ГЭС. Станция была оперативно восстановлена и введена в эксплуатацию в 1950 году. Краснополянская ГЭС неоднократно модернизировалась, в частности, был заменен трубопровод, а в 1974—1976 годах были заменены рабочие колёса гидроагрегатов и направляющие аппараты. В 2005 году была введена в эксплуатацию малая ГЭС на реке Бешенка, при этом вода с нее перебрасывается в БСР Краснополянской ГЭС, увеличивая её выработку. Малая Краснополянская ГЭС организационно входит в состав Краснополянской ГЭС. В 2012—2014 годах было полностью реконструировано распределительное устройство Краснополянской ГЭС, отремонтированы здания и гидротехнические сооружения. В 2016 году один из гидроагрегатов станции мощностью 7 МВт был выведен из эксплуатации, что повлекло за собой снижение установленной мощности станции с 28,6 МВт до 21,6 МВт.

## Нереализованные проекты ГЭС на реке Мзымта
Планировался к реализации проект строительства на реке Мзымта каскада из 3 гидроэлектростанций (Сочинские ГЭС) общей мощностью 135 МВт, включённый в инвестиционную программу ОАО «ГидроОГК» с окончанием строительства в 2012 году. ГЭС деривационные, с подземным расположением машинного зала. В ходе разработки проект неоднократно изменялся. Согласно некоторым проектным наработкам, при создании каскада планировался демонтаж существующей Краснополянской ГЭС. От реализации проекта было решено отказаться, в частности по природоохранным соображениям. В 2007 году ОАО «ТГК-8» рассматривало возможность строительства Краснополянской ГЭС-2 мощностью 28 МВт, располагаемой в 6 км ниже Краснополянской ГЭС. В 2008 году реализация проекта была признана экономически нецелесообразной.